# Нацкий, Александр Дмитриевич
Александр Дмитриевич Нацкий (17 [29] августа 1889, Кунач, Орловская губерния — 23 января 1969, Павловский Посад, Московская область) — советский учёный-геолог, стратиграф и палеонтолог. Один из основоположников геологического изучения Закаспийской области — пустынных районов Туркмении и Казахстана. Прототип персонажей-геологов в повестях и рассказах Константина Паустовского.

## Биография
Родился 17 (29) августа 1889 года в селе Колодез), Хмелевской волости (Ливенский уезд (Орловская губерния)), в семье земского врача Дмитрия Ивановича Нацкого и Варвары Петровны.
В 1900 году семья переехада в город Ливны, где А. Д. Нацкий поступил в Ливенское реальное училище.
В 1907 году поступил на геологическое отделение Императорского университета Святого Владимира в Киеве. С 1909 года начал изучать палеонтологию и стратиграфию Закаспийской области Российской империи. Его научными руководителями в университете и студенческих экспедициях были Н. И. Андрусов и В. Н. Чирвинский.
Дипломная работа про Девонский известняк в районе города Ливны, позволила ему в 1912 году стать сотрудником Геологического музея имени Петра I при Императорской Академии наук в Санкт-Петербурге.
С 1913 года он ежегодно участвовал в экспедициях Геологического комитета, где в 1914 году был избран на должность адьюнкт-геолога.
Основными районами его работ в Туркестане были Мангышлак, Карабугаз, Копет-Даг, Малый Балхан, Кара-Кум, Балхаш. Кроме геологической съёмки, палеонтологии и стратиграфии он изучал месторождения серы, глин, мирабилита, нефти, рельеф и гидрогеологию.
В 1918 году временно работал в Ашхабадском областном краеведческом музее. Затем учителем и воспитателем «Дома детей» в селе Борки.
В 1919 году во время геологической экспедиции в Туркестане А. Д. Нацкий был схвачен отрядом басмачей, где подвергся тяжёлым мучениям, был освобождён отрядом Красной Армии, но получил серьёзное психическое расстройство. В 1920—1922 годы он скитался по Красноводску и соседним городам. Его нашла сестра Нина Дмитриевна Нацкая и привезла домой в Ливны. Он был признан инвалидом I группы, но продолжил сборы палеонтологических коллекций для музеев Ливен и Москвы, консультировал геологов и писателя К.Г. Паустовского (1928—1931).
В 1926 году ему была установлена персональная пенсия, которой он лишился в 1938 году, так как его сестра подверглась репрессиям (4 месяца ареста). После этого они переехали в город Павловский Посад.
В 1954 году писатель Константин Паустовский официально просил восстановить учёному персональную пенсию. В центральную комиссии по установлению персональных пенсий при Совете Министров РСФСР написали заявления министр геологии и охраны недр СССР П. Я. Антропов, директор ВСЕГЕИ Л. Я. Нестеров, член-корреспондент АН СССР В. П. Ренгартен и другие. Персональная пенсия А. Д. Нацкому была восстановлена.
Работы А. Д. Нацкого были прореферированы при составлении 36 тома (Казахская ССР. Западный Казахстан, 1988) и 49 тома (Туркменсая ССР) в серии «Геологическая изученность СССР».
Скончался 23 января 1969 года в городе Павловский Посад, похоронен на Ваганьковском кладбище (участок 16А).

## Семья
Сестра — Нацкая, Нина Дмитриевна (1890—1975) — врач в госпиталях, областных и железнодорожных больницах. Подруга семьи писателя К. П. Паустовского. В 1953 году вышла на пенсию.
Прототип персонажей произведений Константина Паустовского:
- Нина Парфирьевна Евсеева из «Повести о лесах»
- Мария Дмитриевна Шацкая в главе «Ливенские грозы», в «Золотой розе»
- Нина Дмитриевна Нацкая в «Девонском известняке».

## В литературе
Прототип героя «геолог Александр Шацкий» в повести Константина Паустовского «Карабугаз» (1932).
Персонажи других произведениях автора:
- «Девонский известняк» — Алексей Дмитриевич
- «Ливенские грозы» — Василий Дмитриевич Шацкий
- «Как я работаю над своими книгами»
- «О новелле» — Александр Дмитриевич Нацкий.

## Память
В городе Ливны на домах где жил геолог были установлены мемориальные доски
- 1970-е — дом где он жил после 1938 года (Дом снесён на улице Шмидта, ныне Дружбы народов)[8]
- 2023 — дом где он жил в 1900—1938 годах[9].

В честь А. Д. Нацкого были названы:
- Хребет Нацкого — горный хребет в Западном Копет-Даге. Назван в 1940 году[10].
- Тектоническая складка Нацкого («разорванная складка Нацкого») — геологическое образование гор Центрального Копетдага.

Виды ископаемых животных:
- Hysteroceras orbignyi var. natzkyi, Glasunova, 1952 — подвид ископаемого головоногого моллюска (нижний мел Туркмении)
- Leymeriella natzkyi, Glasunova, 1953 — вид головоногого моллюска (нижний мел Туркмении)
- Turanglaster nazkii, Solovjov, Melnikov, 1963 — вид морского ежа (верхний мел Туркмении).